# Daphney Hlomuka
Daphney Hlomuka, född 1949 i Durban i Sydafrikanska unionen, död 1 oktober 2008 i Johannesburg i Republiken Sydafrika, var en sydafrikansk 
tv-, film-, radio- och scenskådespelare. I tv var Hlomuka kanske mest känd från tv-dramaserien Hlala Kwabafileyo och komedin S'gudi S'naysi mot Joe Mafela. 

## Biografi
Daphney Hlomuka föddes i Durban men växte upp i KwaMashu under apartheidtiden. Hon började agera på teatern i Durban 1968, och ansågs vara en skyddsling till den Durban-baserade dramatikern Welcome Msomi. Hennes tidigaste medverkan var föreställningar i Msomis teateruppsättningar Qombeni och Umabatha, som var zulu-adaptioner av William Shakespeares Macbeth. Umabatha blev ett av Msomus mest kända verk. Hlomuka spelade i zuluspråkiga radiopjäser under tiden mellan Qombeni och Umabatha.
Daphney Hlomuka lämnade under Sydafrika en kort period på 1970-talet för att turnera med musikalen Ipi Tombi i Europa. Under 1960- och 1970-talen var roller på TV eller scen för svarta skådespelare i Sydafrika ofta svåra att hitta på grund av landets apartheid. Hlomuka dök ofta upp utanför skärmen som radioskådespelare i flera populära dramaserier på zulu.
Hlomuka fick slutligen framgång på sydafrikansk tv under 1980-talet, när hon fick rollen som MaMhlongo i den dramatiska tv-serien 'Hlala Kwabafileyo. Hennes karaktär, MaMhlongo, var hustru och änka till en rik industrimagnat. Än idag i Sydafrika beskriver ordet MaMgobhozi, som härstammar från serien och Ruth Celes karaktär, de skvallervanor som tillskrivs kvinnor. Hon medverkade också i 1980-talets tv-komedi, S'gudi S'naysi, mot den välkända skådespelaren Joe Mafela. Mafela porträtterade hyresgästen S’dumo. Hlomukas karaktär, Sis May, som var S'dumos välmenande, toleranta hyresvärdinna. Serien var populär när den visades.
Hlomukas film- och tv-medverkan sträckte sig över 1980-, 1990- och 2000-talen. Hon dök upp i filmen Soweto Green från 1995 som en piga och hushållerska vid namn Tryphina mot skådespelaren John Kani. Hon spelade också drottning Ntombazi i den sydafrikanska tv-miniserien Shaka Zulu 1986 samt i SABC 1-serien Gugu no Andile i rollen som drottningens moster. Hon dök också upp i tv-serien 1996, Tarzan: The Epic Adventures.
Hennes sista roller var i Rhythm City samt i en kontroversiell ngunianpassning av Shakespeares romantiska tragedi Romeo och Julia.
Daphney Hlomuka avled 2008 av njurcancer vid 59 års ålder på Charlotte Maxeke Hospital i Johannesburg. Hon efterlämnade sin make Elliot Ngubane och deras fyra barn.